# علكة الصاعق

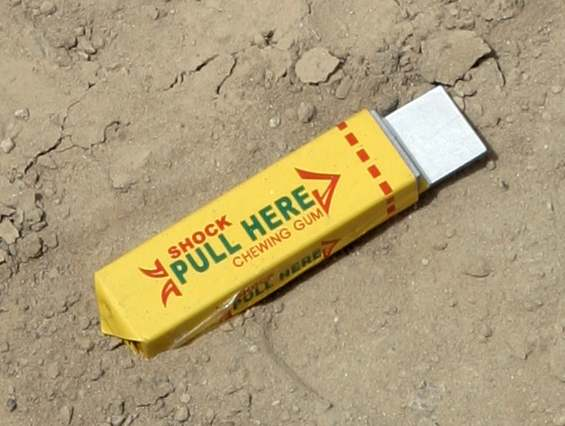
عبوة علكة صاعق.

علكة الصاعق أو علكة الكهرباء أو خدعة العلك أو فخ العلكة (بإلانجليزية: Shocking gum) هي أداة مزح يدوية [الإنجليزية] تصدر صدمة كهربائية خفيفة. عندما تقوم الضحية بسحب علكة من العبوة فيؤدي لمسها إلى حدوث صدمة كهربائية. وقد أنتجت اعداد قليلة من الشركات الجديدة في الخمسينيات من القرن الماضي عبوات «العلكة» هذه. وكانت أشهر العلامات التجارية هي الـ Shocking Gum وFruit Juicy وJB.
في عام 2005، أفاد الجيش الأمريكي أن المتمردين في العراق كانوا يستخدمون العلكة كنوع من التعذيب، مما يجبر السجناء على عض العصي.